# Buzplay
buzplay是香港兩個巴士流動多媒體系統（MMOB，全稱Multi-media On-board）之一，由Buspak經營。buzplay於2012年7月1日啟播，曾覆蓋城巴及新巴旗下1200輛巴士，與覆蓋九巴車隊的路訊通分庭抗禮。
由於Buspak在城巴及新巴的流動多媒體廣告服務代理權，已於2017年6月30日屆滿，而競爭對手路訊通亦於同日屆滿，意味著buzplay同樣步路訊通停播的後塵，在2017年7月1日起停止在巴士車廂播放節目，從此香港所有於巴士上的流動多媒體服務正式成為歷史。

## 歷史
在2000年，香港首個巴士流動多媒體系統資訊娛樂共同睇（RoadShow，後改稱「路訊通」）正式啟播，城巴於翌年亦跟隨路訊通母公司九巴，於旗下車隊安裝有關系統，播放其節目；新巴為了與RoadShow抗衡，於2001年引入東方魅力經營的M Channel流動多媒體系統，隨後M Channel業務更由新創建集團接管，並改組為新資訊（FirsTVision）。
不過，由於新資訊覆蓋面只有新巴車隊，與路訊通同時覆蓋兩大專營巴士公司及部份專綫小巴營辦商根本無法相比，因此其後新創建開始對新資訊業務萌生放棄念頭，更於約2005年向路訊通出售新資訊業務，令路訊通正式壟斷本港巴士流動多媒體系統行業；自此雖然「新資訊」一名仍獲保留，但播放內容實際上已與路訊通無異，最後「新資訊」品牌亦在2008年消失，全面採用「路訊通」名稱。
在2012年4月16日，城新兩巴宣佈將旗下車隊的巴士流動多媒體系統服務交由Buspak經營，令後者獲得為期5年的獨家代理權。此舉不但打破路訊通壟斷全港巴士流動多媒體系統服務的局面，更標誌城新兩巴旗下之所有廣告平台（包括車身廣告、車廂廣告、Webus及流動多媒體系統）已全面交由Buspak代理。新合約於同年7月1日起正式生效，命名為「buzplay」的全新流動多媒體系統亦於同日起啟用；有關系統沿用路訊通遺下的顯示屏，其顯示模式亦為播放節目、廣告及即時新聞。
經營權合約於2017年6月30日屆滿（競爭對手路訊通經營權合約亦在同日屆滿），2017年7月1日buzplay正式停播，當日新巴及城巴各巴士並不如九巴及龍運巴士只播放公司標誌，Buzplay是整個系統停止運作。

## 節目內容
在系統營運初期，buzplay主要播放由香港電台製作之文教節目（如《反斗英語》及《文化長河－山川行》）的簡短版本、由now TV製作的體育及品味節目、卡通片《砌屋叔叔》（Bob the Builder）、Monster High 及廣告雜誌等；廣告所宣傳之商戶則主要是於新巴城巴上刊登廣告的商戶。
此外，buzplay畫面底部亦有顯示即時新聞的藍底走馬燈，與路訊通相若，新聞資訊則由香港電台（RTHK）提供，但所用字體有明顯分別。

## 批評
與競爭對手路訊通一樣，Buzplay的廣告時段較多較長，且播放模式如「洗腦」一樣，而資訊節目較少且經常重複久久不更新。
由於Buzplay系統令乘客無可避免受到影響，廣播聲量大，對乘客造成滋擾，一個監察公眾交通工具廣播的團體「靜巴行動」因此成立，成員大多數為居港外籍人士及中產階級。